# أزيد الليثيوم
أزيد الليثيوم هو مركب كيميائي له الصيغة LiN3، ويكون على شكل بلورات بيضاء (عديمة اللون). وهو من مركبات الليثيوم السامة.

## التحضير
يحضّر أزيد الليثيوم من تفاعل أزيد الصوديوم مع كبريتات الليثيوم  حسب التفاعل:
{\displaystyle \mathrm {2\ NaN_{3}+Li_{2}SO_{4}\longrightarrow 2\ LiN_{3}+Na_{2}SO_{4}} }
كما يمكن التحضير من خلال التفاعل مع كلوريد الليثيوم:
{\displaystyle \mathrm {NaN_{3}+LiCl\longrightarrow LiN_{3}+NaCl} }

## الخواص
- إنّ أزيد الليثيوم عبارة عن مادّة صلبة بلّورية عديمة اللون، لها خواص استرطابية، وهو ينحلّ في الماء.
- يتفكّك أزيد الليثيوم عند التسخين وذلك بشكل انفجاري.
- يتبلور أزيد الليثيوم حسب النظام البلّوري أحادي الميل وذلك في الزمرة الفراغية C2/m حيث Z=2.[2]